# İbrahim Şahin
İbrahim Şahin (* 1. März 1984 in Araklı, Provinz Trabzon) ist ein türkischer ehemaliger Fußballspieler.

## Karriere

### Verein
Şahin begann seine Karriere 2002 bei Erzurumspor. Danach spielte er in den unteren Ligen für Araklıspor, Akçaabat Sebatspor und als Leihgabe bei Arsinspor. Zur Saison 2007/08 wechselte er in die Turkcell Süper Lig zu Hacettepespor.
Seit der Saison 2009/10 spielte er für Sivasspor. In der Winterpause der Saison 2010/11 wechselte er zu Orduspor in die zweite Liga und schaffte mit dem Klub den Aufstieg in die Süper Lig.
Nachdem Şahin bis zur Rückrunde für Orduspor in der höchsten türkischen Spielklasse aktiv gewesen war, wechselte er zur Rückrunde zum Zweitligisten Göztepe Izmir. Zur Winterpause der Saison 2012/13 trennte er sich von diesem Verein nachdem sein Vertrag nach gegenseitigem Einvernehmen mit der Vereinsführung aufgelöst wurde. Ab Januar 2013 spielte er bis Saisonende für Karşıyaka SK. Die Spielzeit 2013/14 verbrachte Şahin bei MKE Ankaragücü. Danach spielte er noch 3 Jahre unterklassig.

### Nationalmannschaft
1999 wurde Şahin zweimal in den Kader der türkischen U-15-Nationalmannschaft berufen und absolvierte dabei eine Begegnung.